# رالف أ. تودور
رالف أ. تودور (بالإنجليزية: Ralph A. Tudor)‏ هو مهندس أمريكي، ولد في 1902، وتوفي في 1962.